# Bothragonus occidentalis
Bothragonus occidentalis és una espècie de peix pertanyent a la família dels agònids. Fa 7 cm de llargària màxima. És un peix marí, demersal i de clima temperat que viu entre 0-100 m de fondària. Es troba al Pacífic nord-occidental: illes de Hokkaido i Habomai (el Japó) i el Golf de Pere el Gran. És inofensiu per als humans.